# 10 My Me
Albums de Morning Musume
Platinum 9 Disc
(18 mars 2009) Fantasy! Jūichi
(1er déc. 2010)
Compilations par Morning Musume
Zen Single Coupling Collection
(7 octobre 2009)
Singles
1. Shōganai Yume Oibito
Sortie : 13 mai 2009
2. Nanchatte Ren'ai
Sortie : 12 août 2009
3. Kimagure Princess
Sortie : 28 octobre 2009
4. Onna ga Medatte Naze Ikenai
Sortie : 10 février 2010

10 My Me (écrit en capitales : 10 MY ME), prononcé phonétiquement en japonais Jū Maime (じゅうまいめ, "dixième album"), est le 10e album de Morning Musume.

## Présentation
L'album sort le 17 mars 2010 au Japon sur le label zetima. Il est écrit, composé et produit par Tsunku, à l'exception des paroles en chinois d'une des chansons. Il atteint la 9e place du classement des ventes de l'Oricon, et reste classé pendant cinq semaines, pour un total de 16 133 exemplaires vendus durant cette période.
L'album sort également dans une édition limitée au format "CD+DVD", avec une pochette différente et un DVD en supplément contenant huit versions alternatives du clip du dernier single d'alors Onna ga Medatte Naze Ikenai (soit une version consacrée à chacune des membres), ainsi qu'une interprétation "live" par l'ensemble du Hello! Project alias Mobekimasu filmée lors d'un concert récent. L'album sort également en Corée du Sud, à Taïwan, et aux États-Unis le 10 avril.
L'album contient douze titres, dont quatre sortis précédemment en singles : Shōganai Yume Oibito, Nanchatte Ren'ai et Kimagure Princess en 2009, et Onna ga Medatte Naze Ikenai sorti un mois avant l'album. Trois des autres chansons de l'album ne sont interprétées que par quelques membres du groupe. La dernière chanson est une reprise en langue chinoise d'un titre du précédent album Platinum 9 Disc sorti un an avant.
C'est le premier album du groupe à sortir après le départ de Koharu Kusumi, qui l'a quitté en décembre précédent ; elle n'y est pas créditée, bien qu'ayant chanté sur trois des titres, sortis précédemment en singles avant son départ.

## Formation
Membres du groupe créditées sur l'album :
- 5e génération : Ai Takahashi, Risa Niigaki
- 6e génération : Eri Kamei, Sayumi Michishige, Reina Tanaka
- 8e génération : Aika Mitsui, Jun Jun, Lin Lin

## Titres
Toutes les chansons sont écrites et composées par Tsunku, sauf paroles en chinois du titre n°12.
| CD          | CD | CD                                                                   | CD         | CD | CD | CD | CD | CD | CD |
| No          | Titre | Origine ou interprètes                                               | Durée      |    |    |    |    |    |    |
| ----------- | --- | -------------------------------------------------------------------- | ---------- | -- | -- | -- | -- | -- | -- |
| 1.          | Moonlight night ~Tsukiyo no Ban da yo~ (~月夜の晩だよ~ ; "Nuit au clair de lune")                           |                                                                      | 3 min 42 s |    |    |    |    |    |    |
| 2.          | Kimagure Princess (気まぐれプリンセス ; trad : "Princesse Capricieuse")                                     | 41e single                                                           | 4 min 18 s |    |    |    |    |    |    |
| 3.          | Genki Pikappika! (元気ピカッピカッ！ ; trad :" Scintille Energiquement!")                                   |                                                                      | 4 min 18 s |    |    |    |    |    |    |
| 4.          | Namidacchi (涙ッチ)                                                                                         |                                                                      | 3 min 38 s |    |    |    |    |    |    |
| 5.          | Onna ga Medatte Naze Ikenai (女が目立って なぜイケナイ)                                                     | 42e single                                                           | 3 min 53 s |    |    |    |    |    |    |
| 6.          | Ōkii Hitomi (大きい瞳 ; trad : "Grands Yeux")                                                               | Par Kamei, Michishige, Tanaka                                        | 4 min 43 s |    |    |    |    |    |    |
| 7.          | Ano Hi ni Modoritai (あの日に戻りたい ; trad : "Je veux revenir à ce jour")                                 | Par Takahashi et Niigaki                                             | 4 min 33 s |    |    |    |    |    |    |
| 8.          | Nanchatte Ren'ai (なんちゃって恋愛 ; trad : "Faux Amour")                                                   | 40e single                                                           | 4 min 21 s |    |    |    |    |    |    |
| 9.          | Ōsaka Umainen (大阪 美味いねん ; trad : "Osaka est Délicieux")                                              | Par Mitsui, Jun Jun, Lin Lin                                         | 3 min 10 s |    |    |    |    |    |    |
| 10.         | Loving you forever                                                                                          |                                                                      | 5 min 03 s |    |    |    |    |    |    |
| 11.         | Shōganai Yume Oibito (しょうがない 夢追い人)                                                                | 39e single                                                           | 5 min 04 s |    |    |    |    |    |    |
| 12.         | Ame no Furanai Hoshi de wa Aisenai Darō? (Chūgoku-go Ver.) (雨の降らない星では愛せないだろう? (中国語Ver.)) | par Junjun et Linlin ; Reprise en chinois (titre de Platinum 9 Disc) | 4 min 17 s |    |    |    |    |    |    |
| 56 min 35 s | |                                                                      |            |    |    |    |    |    |    |

| 1.  | Onna ga Medatte Naze Ikenai (Takahashi Ai Solo Ver.) (...高橋愛 Solo Ver.)          |  |
| 2.  | Onna ga Medatte Naze Ikenai (Niigaki Risa Solo Ver.) (...新垣里沙 Solo Ver.)        |  |
| 3.  | Onna ga Medatte Naze Ikenai (Kamei Eri Solo Ver.) (...亀井絵里 Solo Ver.)           |  |
| 4.  | Onna ga Medatte Naze Ikenai (Michishige Sayumi Solo Ver.) (...道重さゆみ Solo Ver.) |  |
| 5.  | Onna ga Medatte Naze Ikenai (Tanaka Reina Solo Ver.) (...田中れいな Solo Ver.)      |  |
| 6.  | Onna ga Medatte Naze Ikenai (Mitsui Aika Solo Ver.) (...光井愛佳 Solo Ver.)         |  |
| 7.  | Onna ga Medatte Naze Ikenai (Junjun Solo Ver.) (...ジュンジュン Solo Ver.)          |  |
| 8.  | Onna ga Medatte Naze Ikenai (Linlin Solo Ver.) (...リンリン Solo Ver.)              |  |
| 9.  | Onna ga Medatte Naze Ikenai (Mobekimasu Live Ver.) (...モベキマス Live Ver.)        |  |
| 10. | Album Jacket Making (アルバムジャケット撮影 メイキング)                             |  |